# Liga de Australia de waterpolo masculino
La Liga de Australia de waterpolo masculino es la competición más importante de waterpolo entre clubes australianos.

## Historial
Estos son los ganadores de liga:
- 2012: Fremantle Mariners
- 2011: Fremantle Mariners
- 2010: Victorian Tigers
- 2009: Fremantle Mariners
- 2008: Wests waterpolo Magpies
- 2007: Queensland Breakers
- 2006: Fremantle Mariners
- 2005: Sydney University Lions
- 2004: Brisbane Barracudas
- 2003: Sydney University Lions
- 2002: Sydney University Lions
- 2001: Fremantle Mariners
- 2000: Fremantle Mariners
- 1999: Cronulla Sharks
- 1998: Fremantle Mariners
- 1997: Cronulla Sharks
- 1996: Cronulla Sharks
- 1995: Cronulla Sharks
- 1994: Cronulla Sharks
- 1993: Richmond Tigers
- 1992: Richmond Tigers
- 1991: Richmond Tigers
- 1990: Richmond Tigers